# Koko (franšiza)
Serijal romana za djecu odnosno mladež o Ratku Miliću zvanom Koko i njegovim prijateljima pisca Ivana Kušana.

## Izdavačka povijest
| # | Naslov                 | Br. poglavlja | 1. Izdanje | Br. stranica | Redoslijed radnje | Bilješke            |
| - | ---------------------- | ------------- | ---------- | ------------ | ----------------- | ------------------- |
| 1 | Uzbuna na Zelenom Vrhu | 30            | 1956.      |              | 1.                | roman za djecu      |
| 2 | Koko i duhovi          | 30            | 1958.      |              | 2.                | roman za djecu      |
| 3 | Domaća zadaća          |               | 1960.      |              |                   | roman za djecu      |
| 4 | Zagonetni dječak       | 30            | 1963.      |              |                   | roman za djecu      |
| 5 | Lažeš, Melita          | 15            | 1965.      |              |                   | roman za djecu *    |
| 6 | Koko u Parizu          | 30            | 1972.      |              |                   | roman za djecu      |
| 7 | Strašni kauboj         | 30            | 1982.      |              |                   | zbirka pripovjedaka |
| 8 | Ljubav ili smrt        | 30            | 1987.      |              |                   | roman za mladež     |
| 9 | Koko u Kninu           |               | 1996.      |              |                   | roman za mladež     |

* Stjepan Hranjec navodi da djelo tek uvjetno možemo zvati romanom, bolje 'romančićem' zbog minijaturnog opsega (S. Hranjec, Dječji hrvatski klasici, ŠK, 2004:107)

## Radnja

### Uzbuna na Zelenom Vrhu
Radnja romana smještena je u blizini šume i velikog jezera u izmišljenom naselju Zeleni Vrh, koje se nalazi na periferiji jednog velikog grada, u vrijeme neposredno nakon završetka Drugog svjetskog rata. To je vrijeme siromaštva i nezaposlenosti. Glavna radnja u knjizi vrti se oko petorice dječaka; petnaestogodišnji i najstariji Crni, Koko, Vinko Leib kojeg zovu Žohar, Tomo i Božo koji je najmlađi. Poveznica dječacima je da svaki od njih ima problem kod kuće i zajedno im je život ljepši i zanimljiviji. U priči se pojavljuje i Tomin brat Ivo koji je stariji od sve petorice. Iznenada su kod njih lopovi počeli krasti životinje i sve ostalo čega su se domogli, a u isto vrijeme trovali su pse koji su ih čuvali. Njihovi roditelji su krađu odlučili prijaviti, no policija nije bila zainteresirana za hvatanje kradljivaca. Iz tog razloga, dječaci su uzeli stvar u svoje ruke. Slijedi niz uzbudljivih događaja u koje se upuštaju. Kasnije im se pridružila Emica u koju su svi potajno zaljubljeni.

## Adaptacije

### Film
- Koko i duhovi (2011.), dugometražni igrani
- Zagonetni dječak (2013.), dugometražni igrani
- Ljubav ili smrt (2014.), dugometražni igrani
- Uzbuna na Zelenom Vrhu (2017.), dugometražni igrani

### TV serija
- Lažeš, Melita (1983., 5 epizoda)[2]
- Operacija Barbarossa (1990., 7 epizoda, prema romanu Zagonetni dječak)[2]
- Ljubav ili smrt (1999., 3-7? epizode)[2]

### Kazalište
- Koko u Parizu (1979. ZKM)[2]
- Ljubav ili smrt (1987.)[2]
- Lažeš, Melita (1995., 2000. DK Dubrava, 2011. GK Žar ptica)[2]

### Strip
- Koko (1992. – 1994., Modra lasta, Edvin Biuković), adaptacija Kušanovih djela[3]

## Zanimljivosti
- Istravinoexport je proizvodilo liker Istra Koko - brandy s jajima 1950-ih i 60-ih.[4]

## Vanjske poveznice
- Kušanovi novi dječaci, Stjepan Hranjec, Vijenac 471
- Kušanov serijal o Koku u književnosti i filmu  Arhivirana inačica izvorne stranice od 6. svibnja 2021. (Wayback Machine)
- Društveno-socijalna tematika u tradicionalnom i suvremenom hrvatskom dječjem romanu; Lažeš, Melita i Uzbuna na Zelenom Vrhu  Arhivirana inačica izvorne stranice od 3. svibnja 2021. (Wayback Machine)